# Antebellum-Architektur

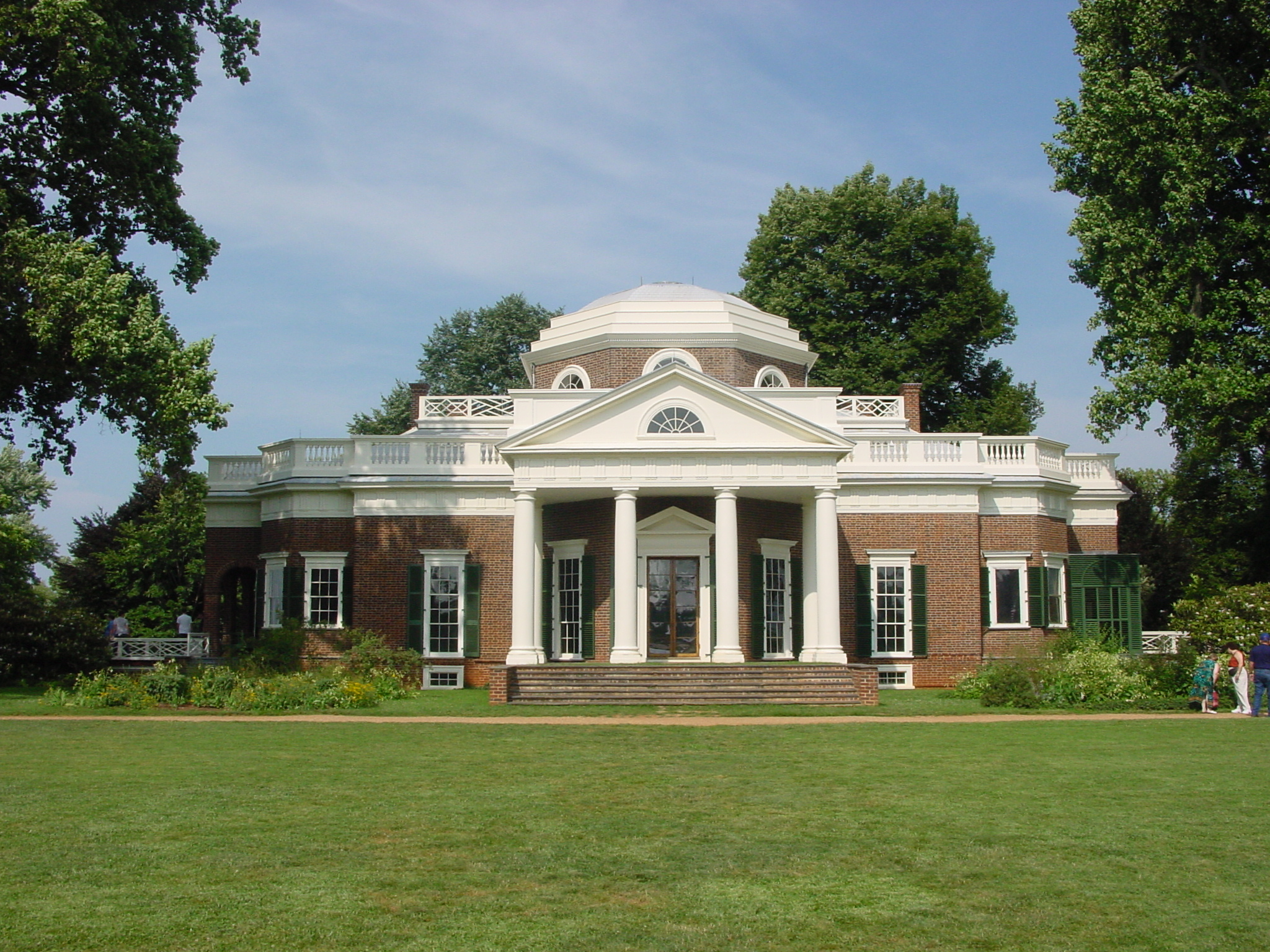
Monticello (Virginia) im Stil des Palladianismus

Antebellum-Architektur („Vorkriegszeit“, aus dem Lateinischen „ante“ („vor“) und „bellum“ („Krieg“)) wird der klassizistische und historistische Baustil in den Südstaaten der USA genannt. Die Haupt-Ära des Architekturstils begann um 1803 nach dem Louisiana Purchase und ging bis zum Beginn des Sezessionskriegs 1861.

## Allgemeines

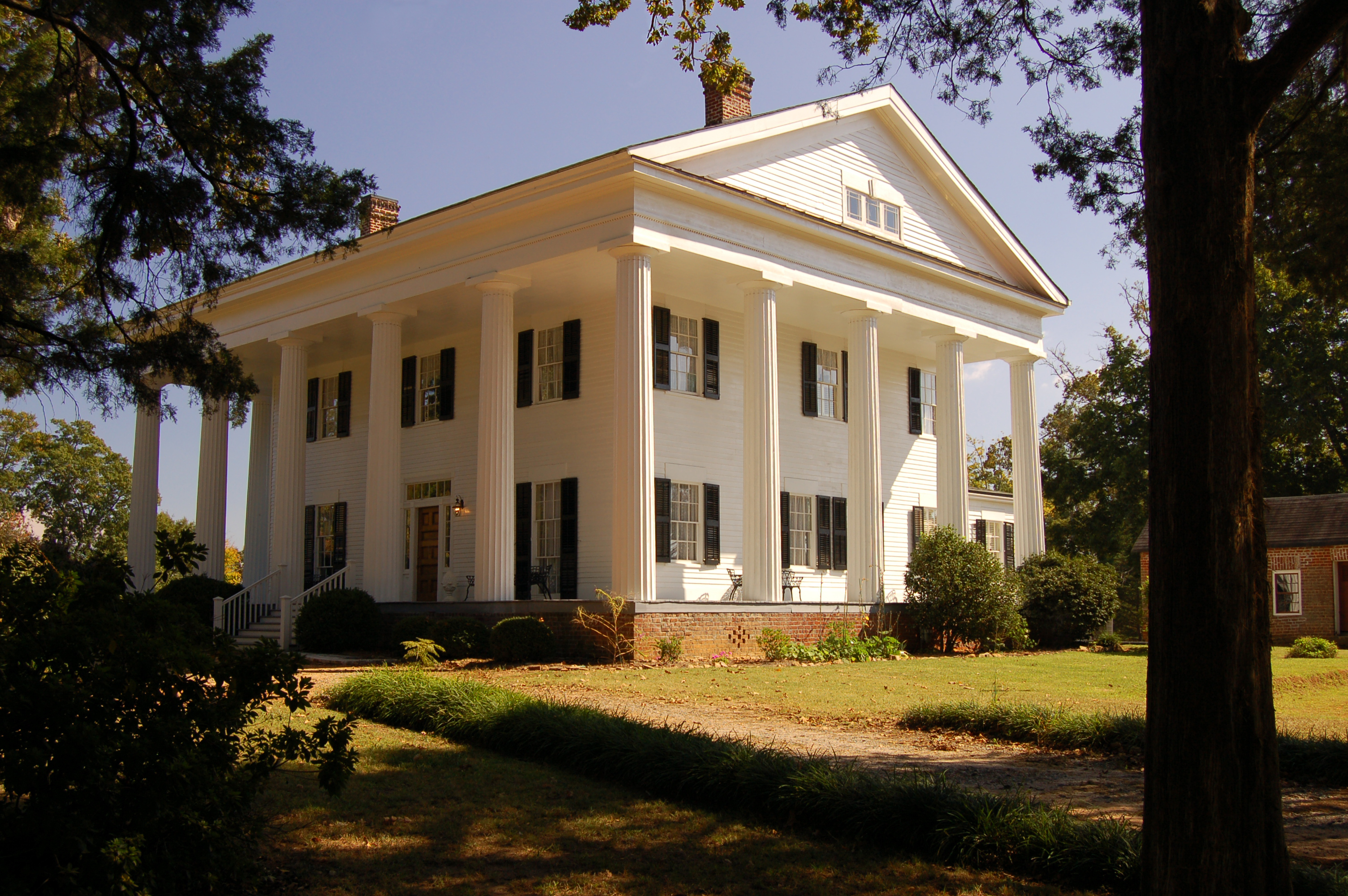
Barrington Hall in Roswell (Georgia), ein Plantagen-Haus im Greek Revival

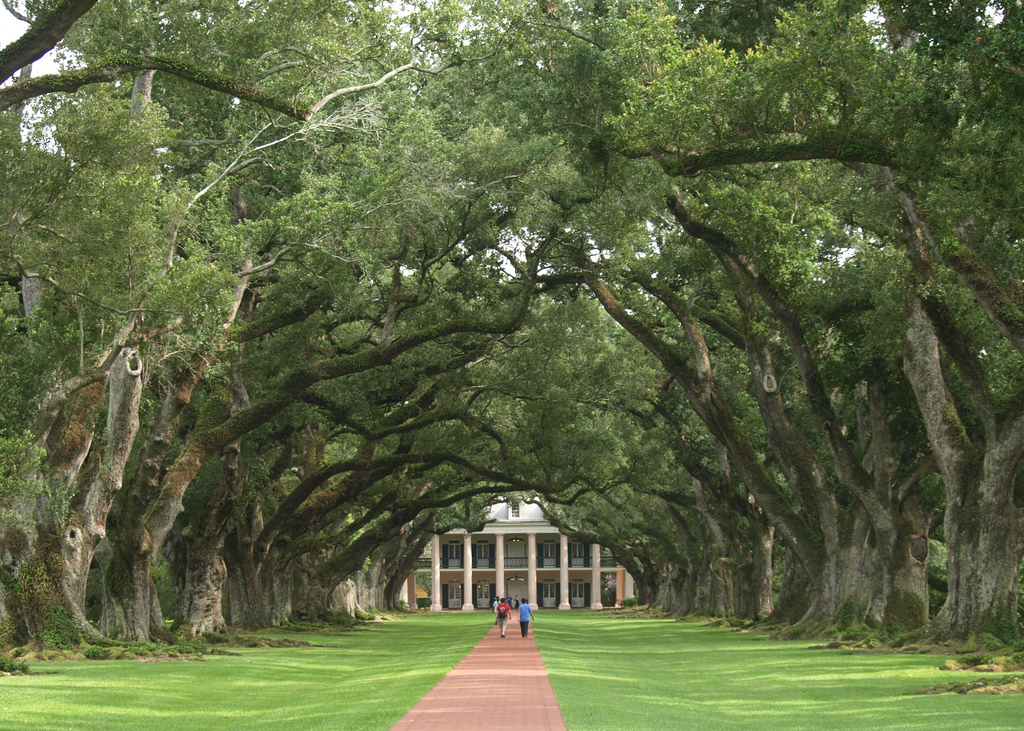
Oak Alley Plantation, St. James Parish (Louisiana)

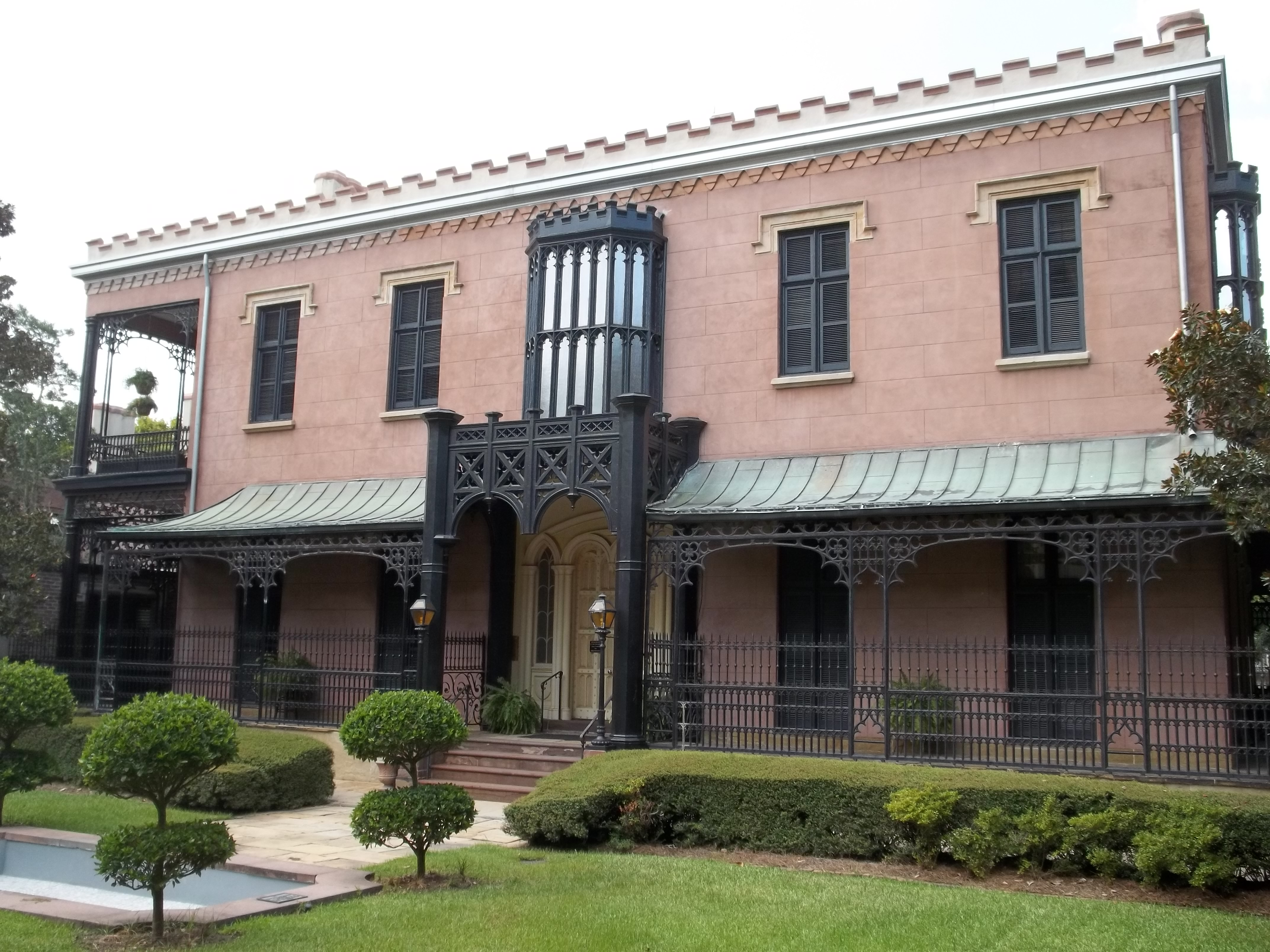
Green–Meldrim House in Savannah (Georgia), im Tudor Revival, 1853

Die Antebellum-Architektur entwickelte sich auf der Grundlage des Georgianischen Kolonialstils des 18. Jahrhunderts, angereichert durch Einflüsse des Klassizismus, insbesondere des Greek Revival. Vorbildhaft wirkte das ab 1792 für George Washington von dem irischen Architekten James Hoban errichtete Weiße Haus in Washington D.C., das nach dem Krieg von 1812 durch den britischstämmigen Benjamin Latrobe wiederaufgebaut und mit Säulenvorhallen versehen wurde; ebenso das Kapitol des ebenfalls britisch-stämmigen William Thornton, an dem auch Latrobe mitwirkte. Den Palladianismus britischer Herkunft repräsentiert etwa das Gutshaus von Monticello (Virginia), das sich 1768–1809 der dritte US-Präsident Thomas Jefferson nach eigenen Entwürfen erbaute.
Typische Vertreter der Antebellum-Architektur sind oft Plantagen-Häuser auf Baumwoll- oder Tabakfarmen (etwa in den klassischen Agrarstaaten des Südens wie Virginia, North Carolina, South Carolina, Georgia, Alabama, Mississippi, Louisiana) sowie die städtischen Wohnsitze wohlhabender Händler und deren Landvillen. Die Staaten des Unteren Südens nahmen ab Ende des 18. Jahrhunderts einen wirtschaftlichen Aufschwung durch die Erfindung der Egreniermaschinen, welche den Anbau von kurzstapeliger Baumwolle in großem Stil ermöglichten. So nahm die Produktion einen rapiden Aufschwung und es entstanden riesige Plantagen.
Die Architekturelemente des Georgianischen Kolonialstils, etwa symmetrische Fassaden, Mittelrisalite mit Giebeldreiecken und zweigeschossigen Pilastern, Kassettentüren, Kämpferfenster und Zahnschnittfriese an der Dachtraufe wurden nach der Amerikanischen Revolution durch den neuen Federal Style ergänzt, der klassische Elemente wie dorische Säulen einführte. Es handelte sich dabei um eine amerikanische Fortentwicklung und Verfeinerung der Georgianischen Architektur Großbritanniens, welche die Jahre 1785 bis 1815 prägte. Halbrunde oder elliptische Kämpferfenster oder Seitenfenster sind charakteristisch. Während jedoch im klimatisch kühleren Norden die Backsteinbauweise vorherrscht – etwa bei den Gebäuden des 18. Jahrhunderts in Annapolis, Philadelphia oder Boston −, ist im wärmeren Deep South schon im 18. Jahrhundert die Holzbauweise hinzugekommen. Typisch sind loggiaartige Balkone, die das Haus entweder auf einer Seite oder rundum flankieren, bisweilen vor der Beletage, oft aber auf mehreren Geschossen. Insbesondere die Herrenhäuser der Plantagenbesitzer sollten mittels repräsentativer Architektur deren Selbstverständnis als Gentry in britischer Tradition widerspiegeln. Nicht nur waren sie unabhängige Selbstversorger, sondern auch bedeutende Produzenten für den Export, mithilfe Dutzender, bisweilen Hunderter von Sklaven, die auch die Bauwerke errichteten. Diese lebten in bescheidenen Häuschen, die oft bis heute neben den Farmhäusern oder Stadtvillen stehen. 
Auf das Greek Revival folgte der Historismus, der durch die europäische Romantik inspiriert war und sich insbesondere ab 1842 mit dem Pattern-Buch Cottage Residences von Andrew Jackson Downing durchsetzte. Er führte eine Vielzahl von Baustilen ein; es entstanden nun heterogene Nachbarschaften, in denen neugriechische, neugotische (Tudor Revival) und Italianate-Häuser in bunter Folge standen. Das im Inneren nie vollendete Longwood House in Natchez (Mississippi) von 1859 ist ein Beispiel für Eklektizismus.
Orte, die bekannt sind für zahlreiche erhaltene Beispiele und komplette Ensembles sind vor allem Charleston (South Carolina) und Natchez (Mississippi) sowie der ab 1832 angelegte elegante Garden District von New Orleans. In touristisch bedeutenden Orten wie Charleston, Natchez oder Savannah (Georgia) sind zahlreiche Antebellum-Häuser als Museen zu besichtigen, meist auch mit ihrer originalen Einrichtung. An entlegeneren Orten (wie etwa Eutaw, Alabama) sind demgegenüber neben gepflegten Exemplaren auch im Verfall befindliche Objekte zu finden. Kleinere Orte mit erhaltenen Beispielen sind auch Eufaula (Alabama) und Madison (Georgia).
In der Phase der Reconstruction nach dem Bürgerkrieg setzte, parallel zu Großbritannien, auch in den Vereinigten Staaten die Viktorianische Architektur (1852–1870) und anschließend der eklektische Historismus (1880–1940) ein.

## Bilder

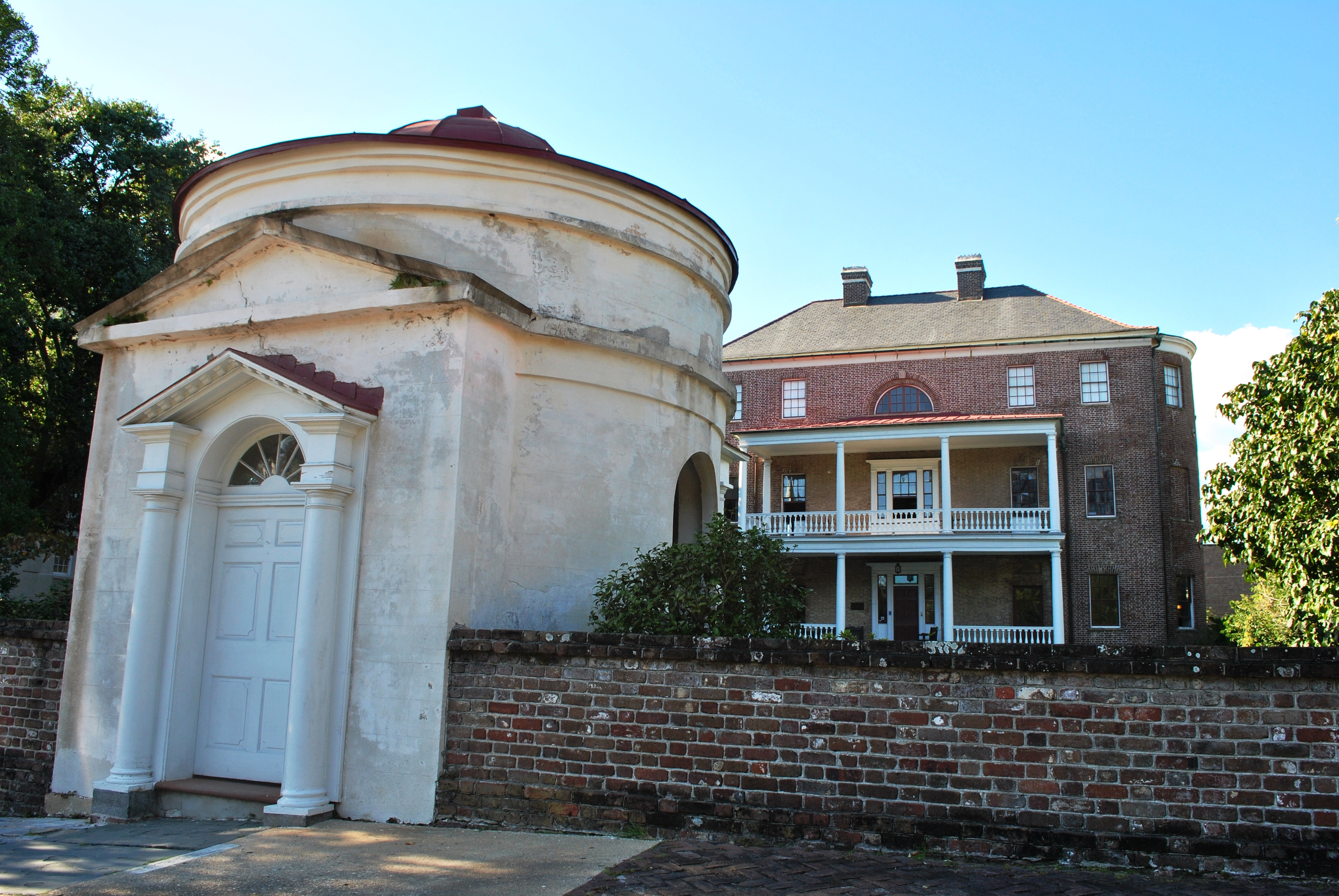
Joseph Manigault House, Charleston (South Carolina) (von 1803)
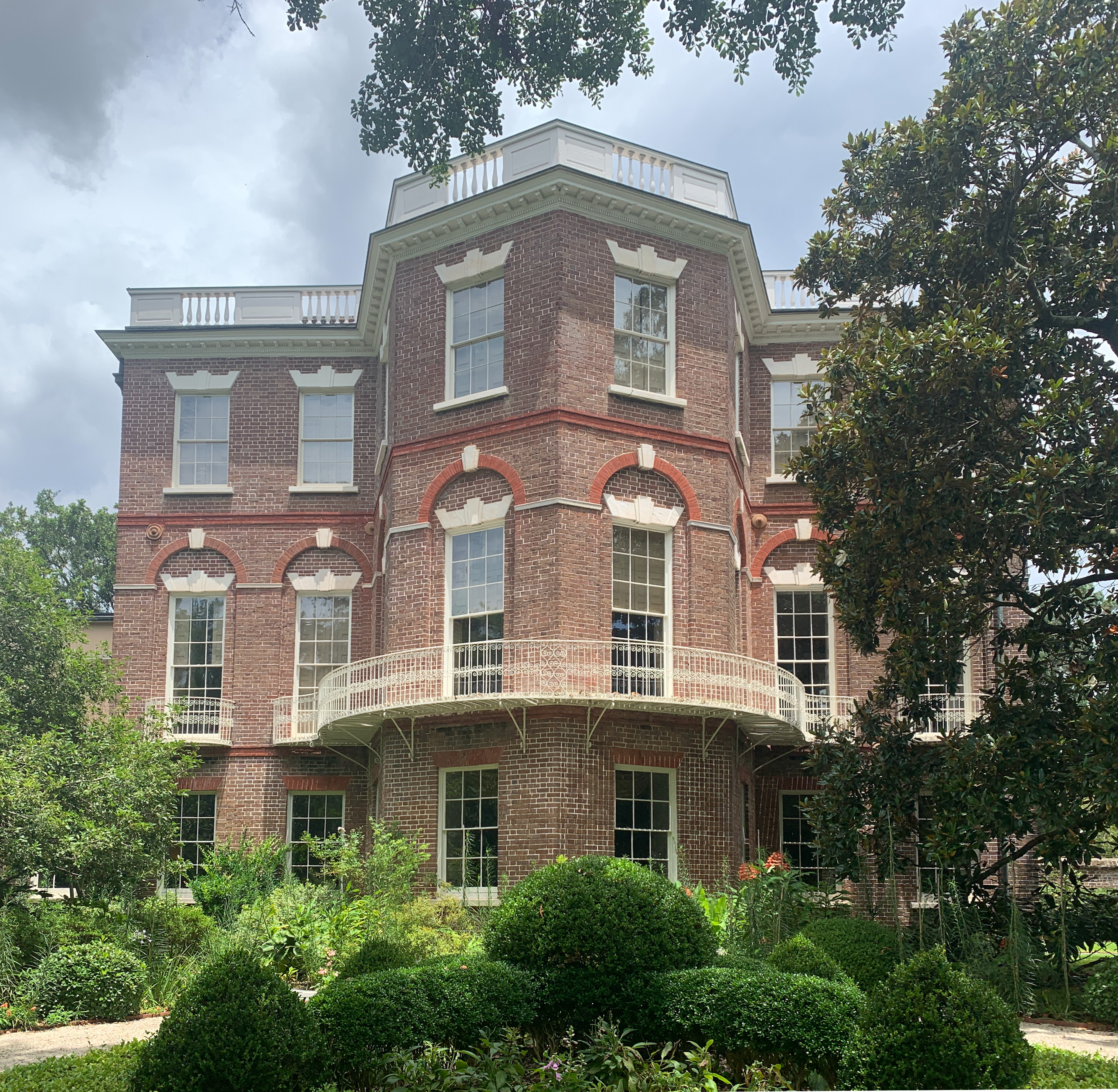
Nathaniel Russell House, Charleston (von 1808), Wohnsitz eines reichen Sklavenhändlers
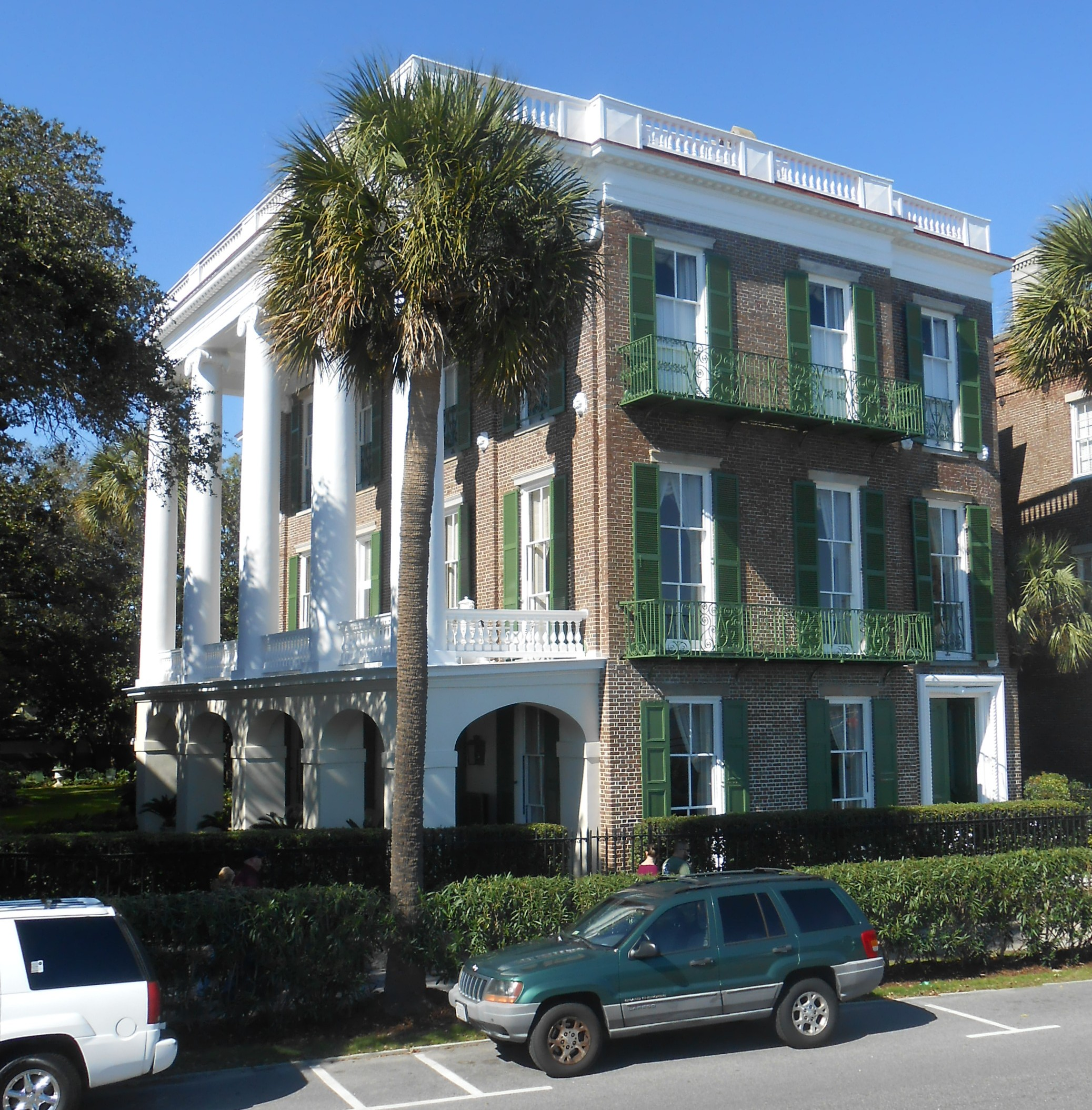
Robert William Roper House, Charleston (von 1838)
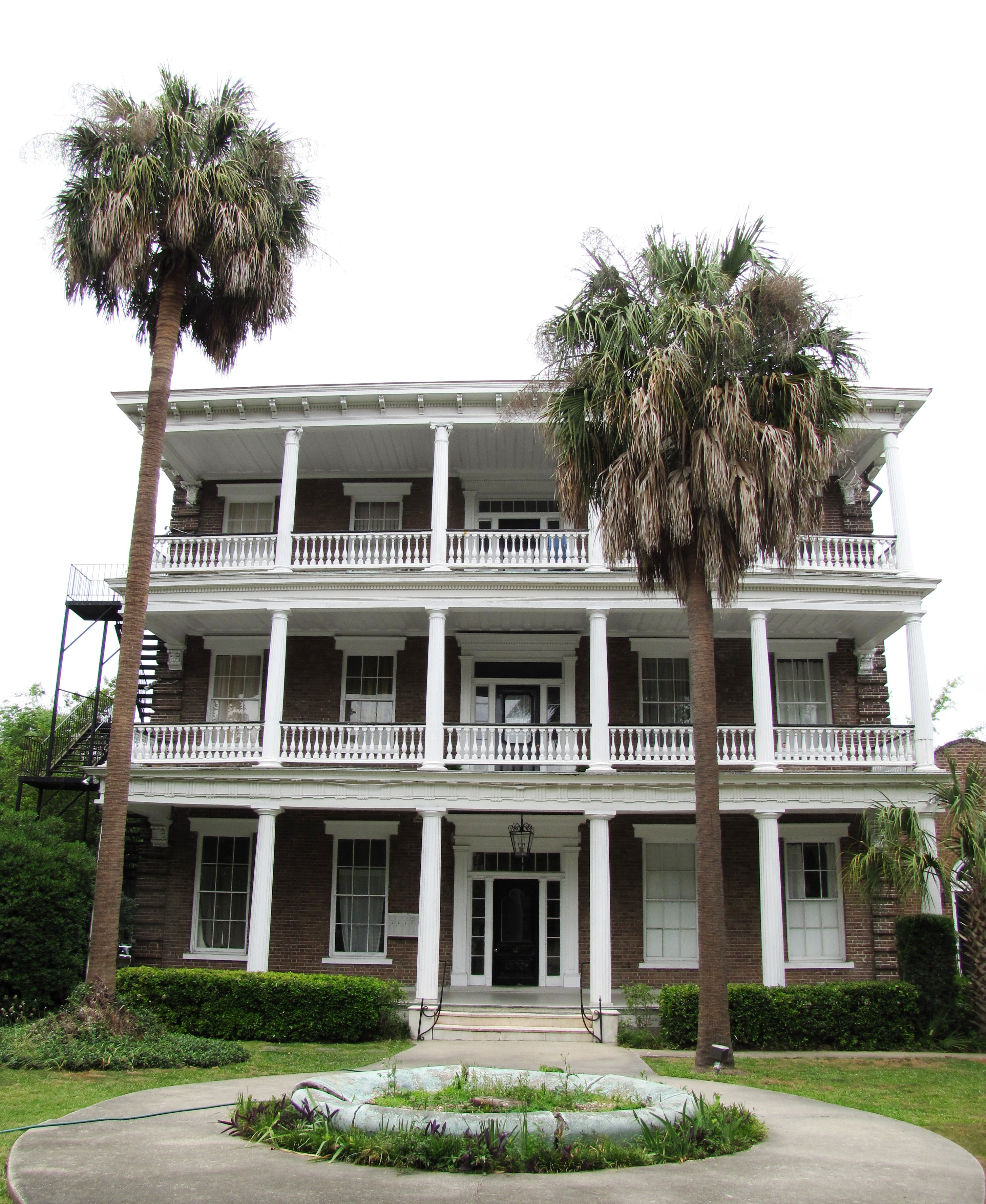
William Robb House, Charleston (um 1858)
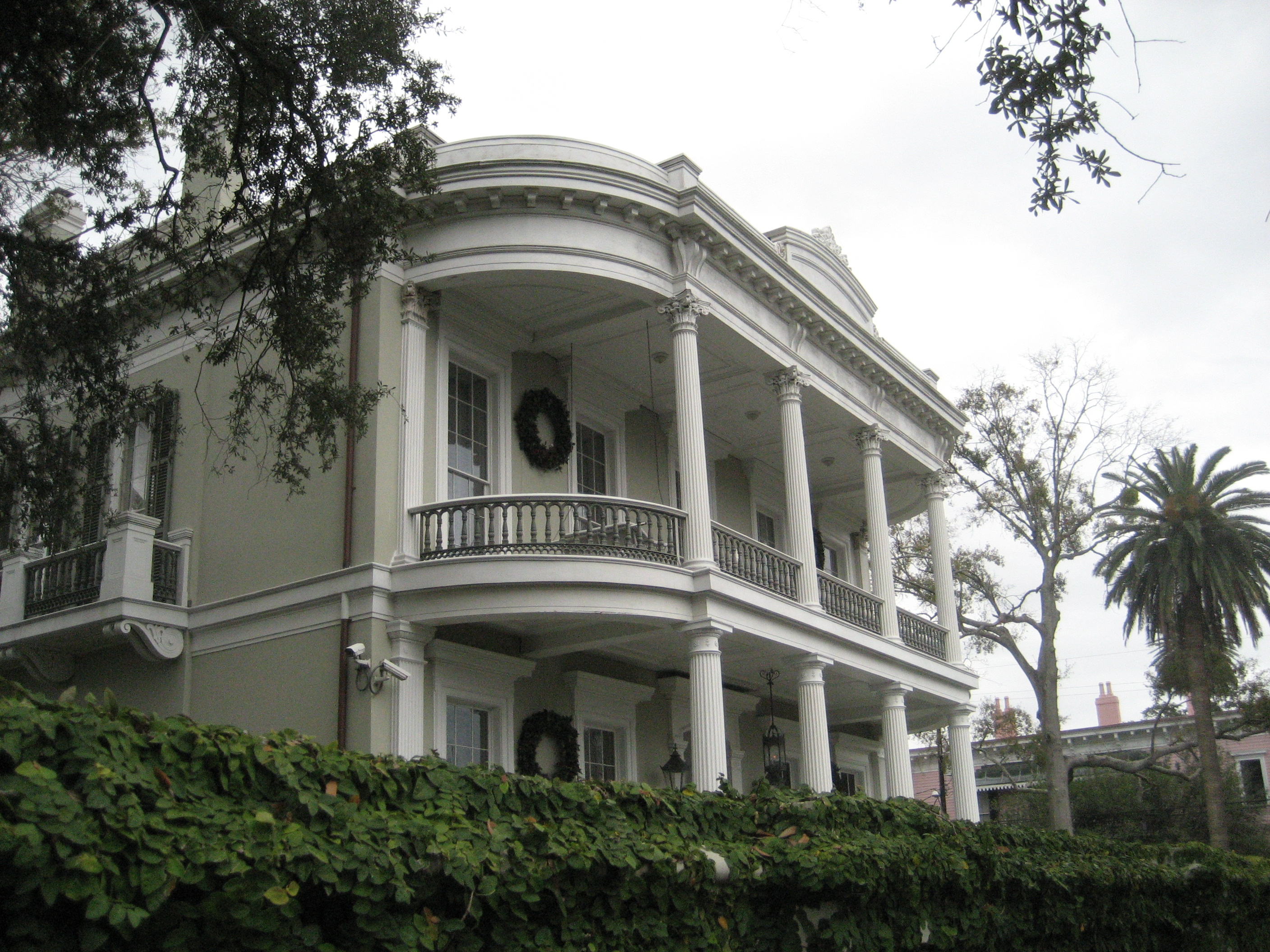
Haus im Garden District, New Orleans
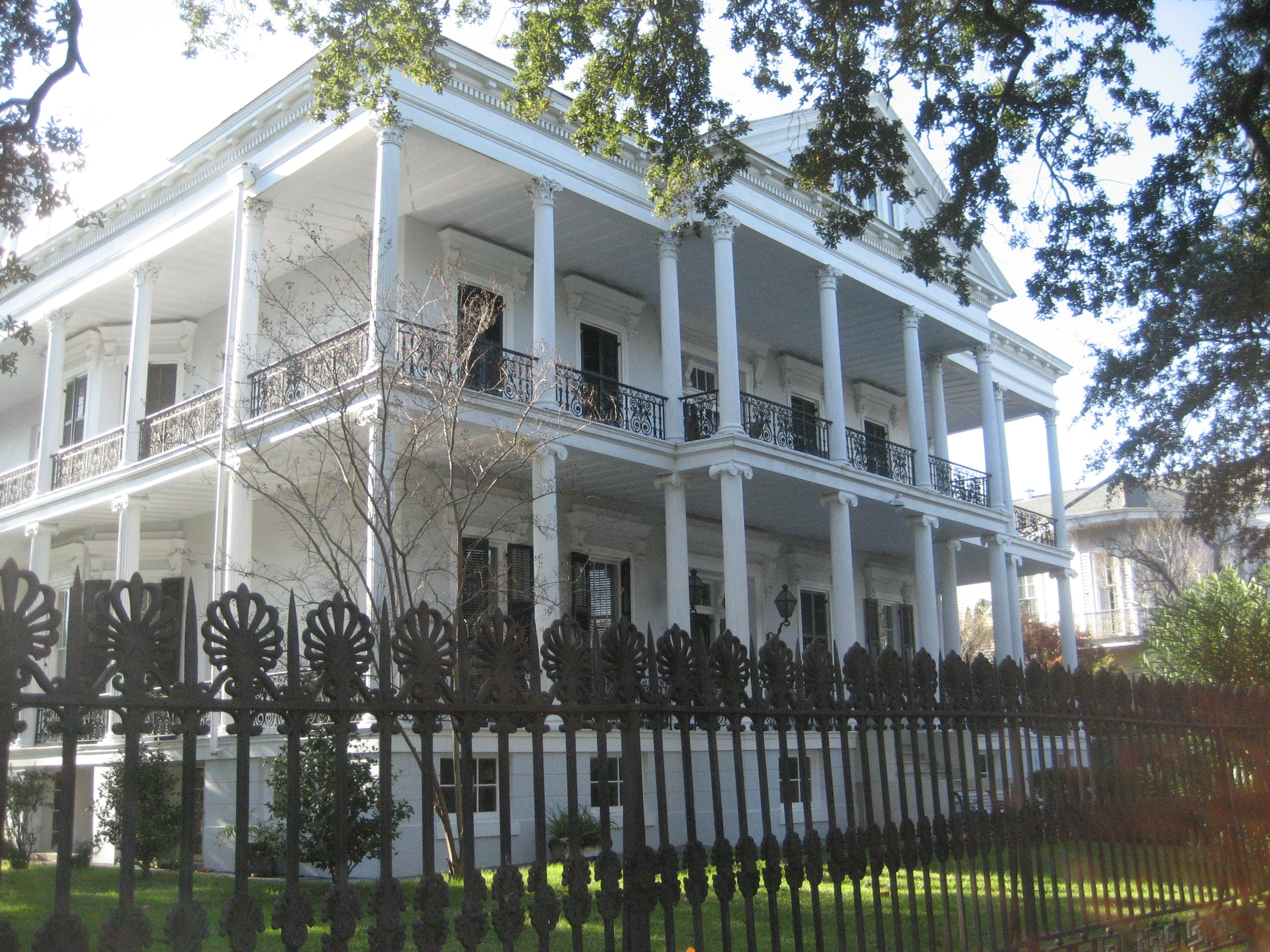
Buckner Mansion, New Orleans (von 1856)
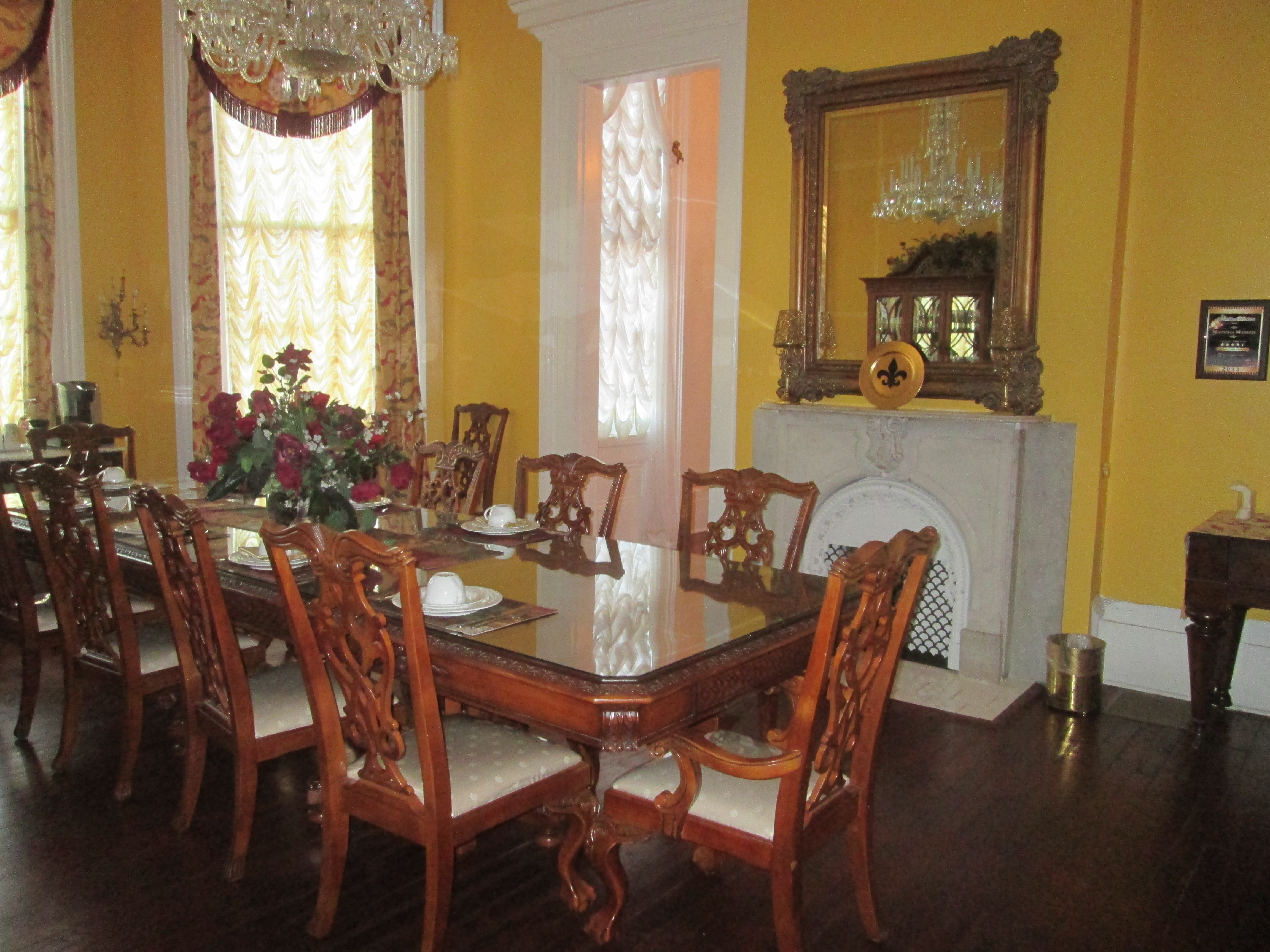
Magnolia Mansion, New Orleans (1857)
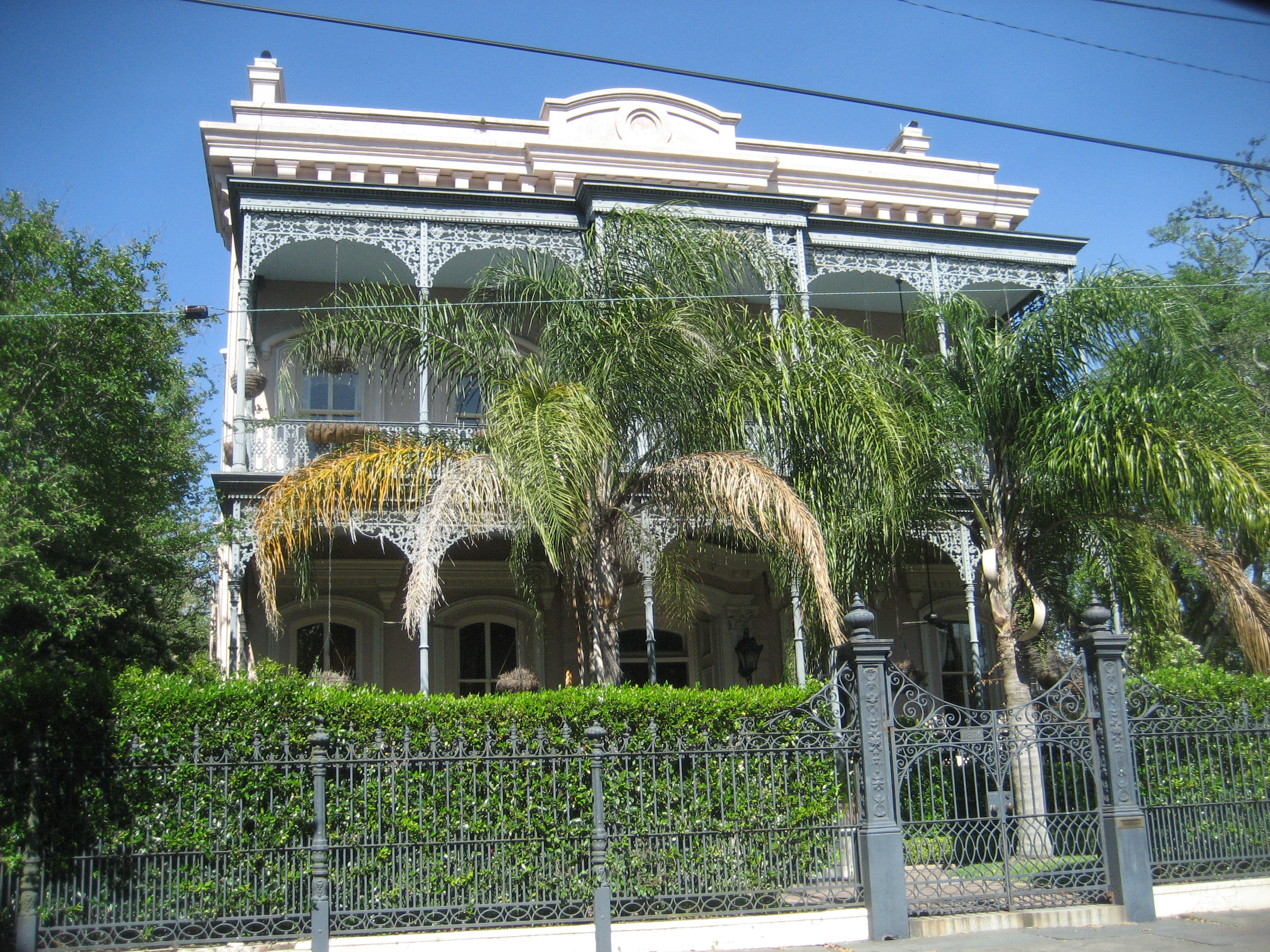
First Street, New Orleans
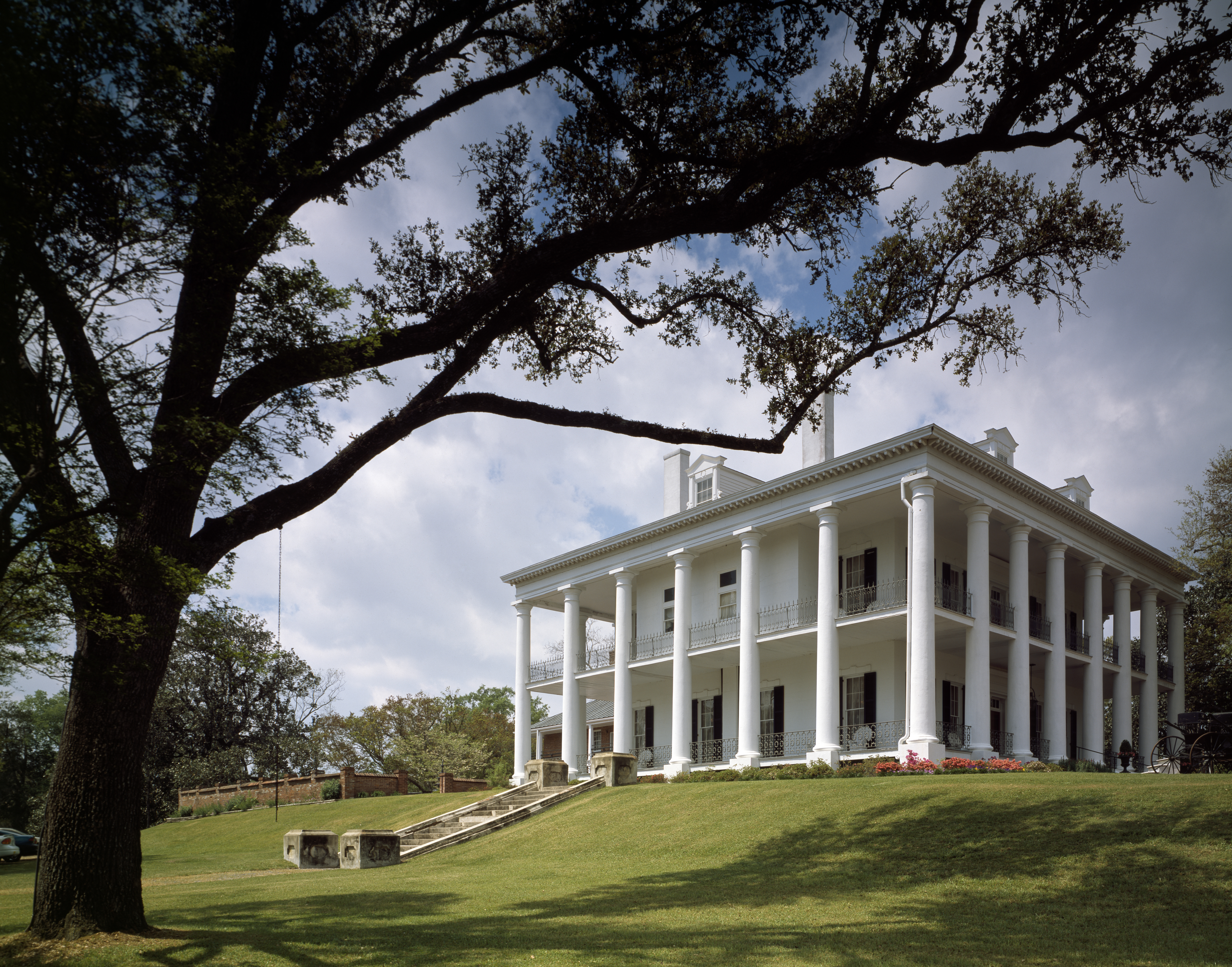
Dunleith House, Natchez (Mississippi) (um 1855)
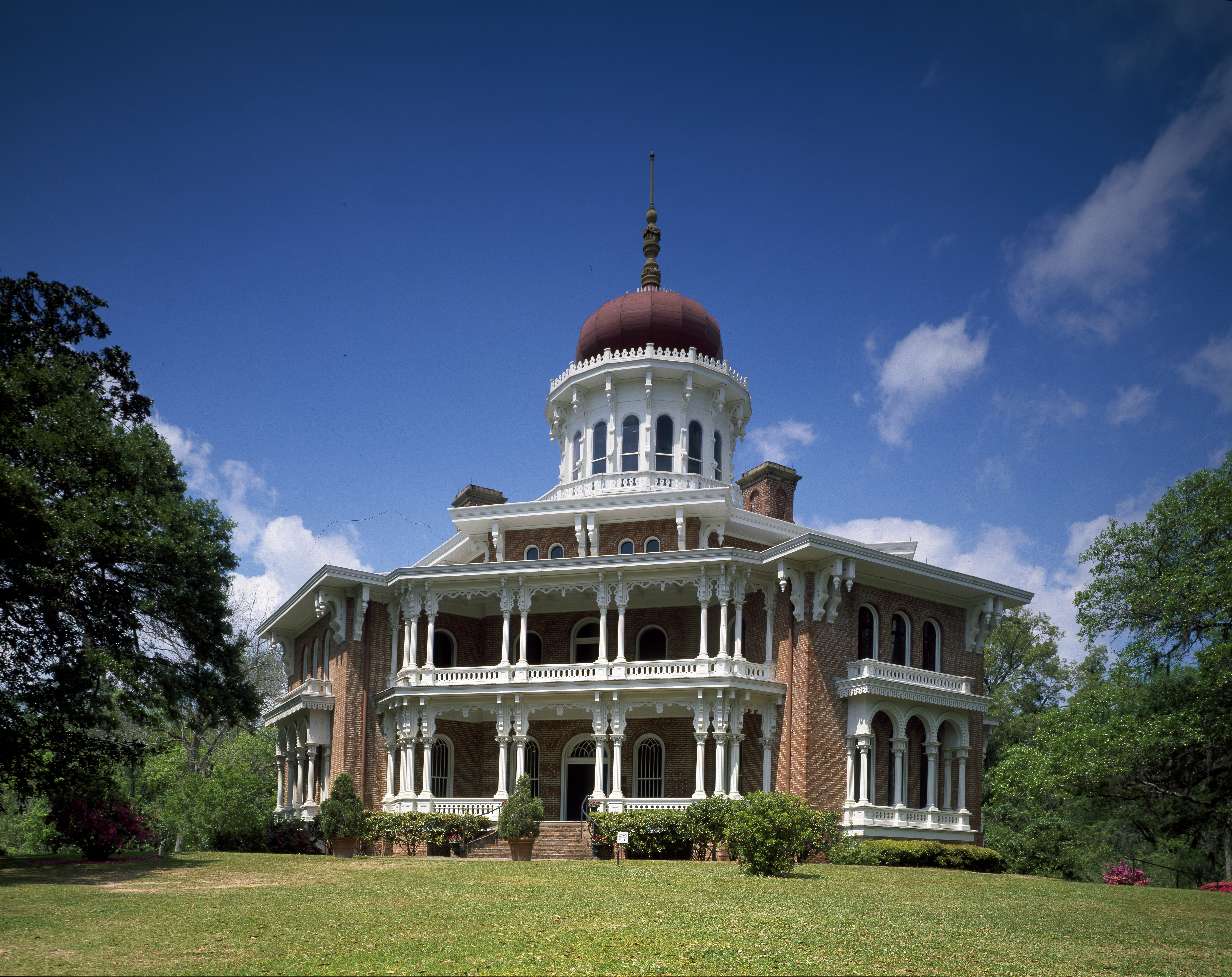
Longwood House, Natchez (von 1859)
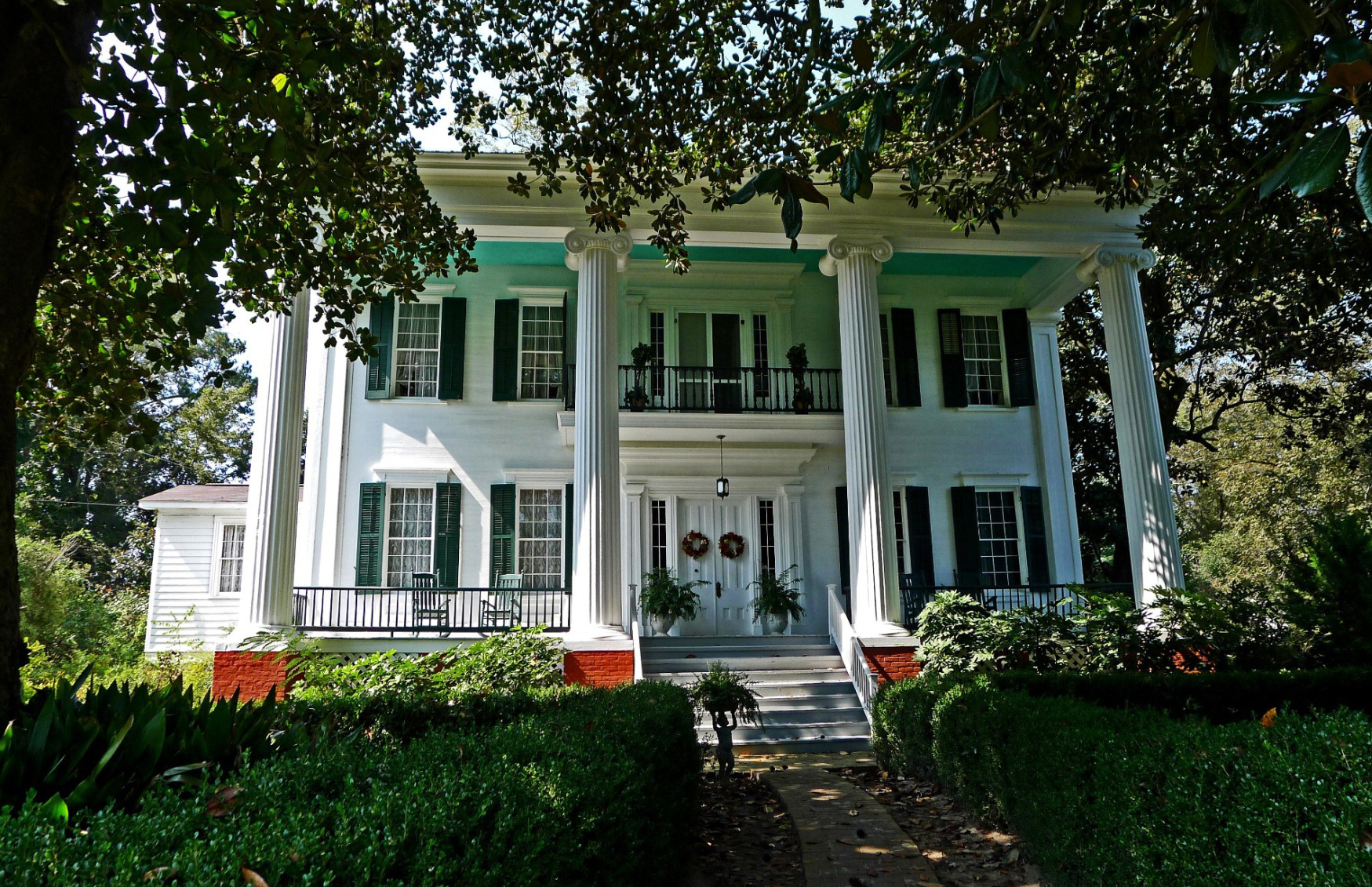
William Perkins House, Eutaw (Alabama) (von 1850)
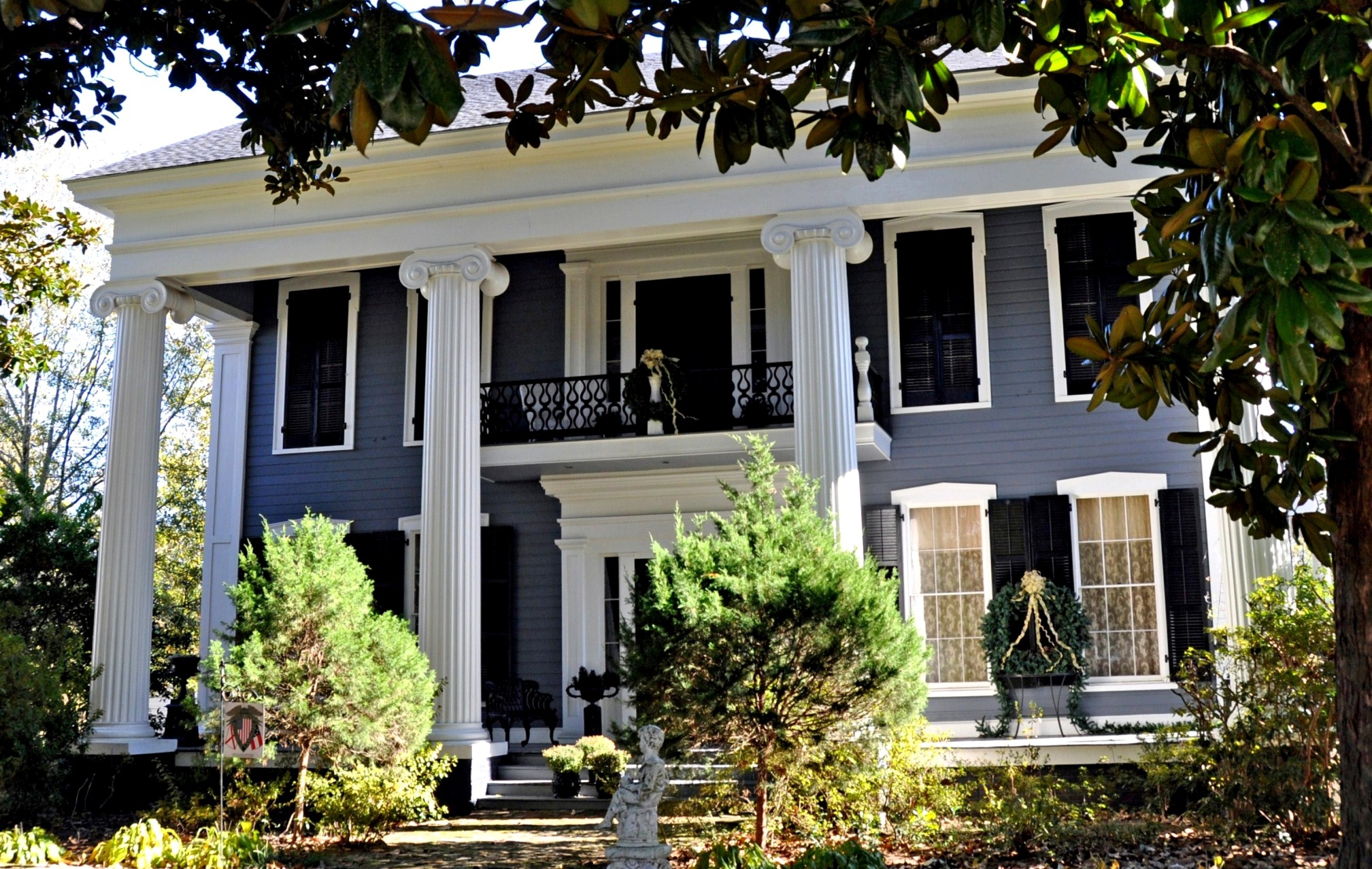
Edwin Reese House, Eutaw (von 1856)
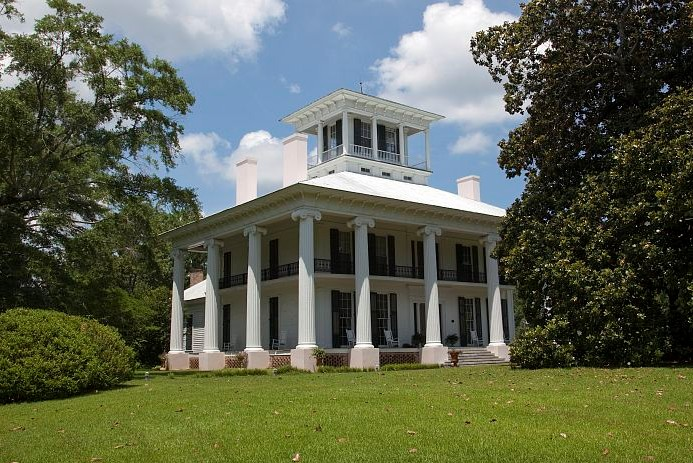
Kirkwood Plantation House, Eutaw (von 1858)